# Выборы мэра Нью-Йорка (1921)
Выборы мэра Нью-Йорка состоялись 8 ноября 1921 года. Среди основных кандидатов были действующий мэр Нью-Йорка от Демократической партии Джон Хайлан, баллотировавшийся на переизбрание, президент боро Манхэттен и кандидат от республиканцев Генри Карран (победивший на праймериз будущего мэра Фиорелло Ла Гуардию) и кандидат от Социалистической партии Джейкоб Панкен. Хайлан был связан с политической машиной Таммани-холла, а Панкен провел прогрессивную кампанию и получил поддержку от социалистического мэра Милуоки Дэниела Хоана, но получил меньше поддержки, чем кандидат от Социалистической партии на предыдущих выборах Моррис Хилквит. Хайлан победил с большим перевесом.

## Результаты
| Кандидат      | Кандидат       | Партия                          | Голосов | %       | ±       |
| ------------- | -------------- | ------------------------------- | ------- | ------- | ------- |
|               | Джон Хайлан    | Демократическая партия          | 750 247 | 64,14%  | ▲17,51% |
|               | Генри Карран   | Республиканская партия          | 332 846 | 28,45%  | ▲20,07% |
|               | Джейкоб Панкен | Социалистическая партия Америки | 82 607  | 7,06%   | ▼14,53% |
|               | Джон П. Куинн  | Социалистическая рабочая партия | 1049    | 0,09%   | ▼0,04%  |
|               | Джордж Хайднс  | Партия запрета                  | 1013    | 0,09%   | ▼0,04%  |
|               | Джером де Хант | Фермерско-лейбористская партия  | 1005    | 0,09%   | N/A     |
|               | Джозеф Миллер  | Партия единого налога           | 454     | 0,04%   | ▬0,00%  |
| Всего голосов | Всего голосов  | Всего голосов                   | 673 246 | 100,00% |         |